# Cydrela stigmatica
Cydrela stigmatica är en spindelart som först beskrevs av Simon 1876.  Cydrela stigmatica ingår i släktet Cydrela och familjen Zodariidae. Inga underarter finns listade i Catalogue of Life.